# ウッドブロック
ウッドブロックは、体鳴楽器に分類される木製の打楽器。
中空の堅い木に、割れ目が入れてある。木魚が楽器として変化したものとされる。四角い箱形のものと、丸い筒状のものがある。丸い筒状のものには、2個まっすぐにつないだ形のものもある。
シロフォン（木琴）のマレットやスネア・ドラム（小太鼓）のスティック（桴）で叩く。叩くと乾いた澄んだ音が出る。時計の音の効果にも使われる。

## ウッドブロックを使った有名な曲
- ヨーゼフ・シュトラウス：ポルカ・フランセーズ『小さな水車』
- ルロイ・アンダーソン：シンコペーテドクロック（狂った時計）、馬と馬車
- ジョン・アダムズ：ショート・ライド・イン・ア・ファスト・マシーン
- プロコフィエフ：交響曲第5番
- ショスタコーヴィチ：交響曲第4番
- 懐かしのラヴァー・ボーイ：クイーン
- 酒井格：The Seventh Night of July
- 金井勇：風の密度
- 冨田勲：きょうの料理のテーマ